# 준야 치토세
준야 치토세(일본어: 純矢 ちとせ じゅんや ちとせ[*], 7월 22일 - )는 일본의 배우이다. 전 다카라즈카 가극단 소라구미 여역 스타이다.
도쿄도 미나토구 출신, 토요에이와여학원 고등부 출신이다. 키는 164cm, 애칭은 "세-코(せーこ)"이다.
소속사는 다카라즈카 라이브 넥스트이다.

## 약력
2001년, 다카라즈카 음악학교에 입학.
2003년, 다카라즈카 가극단 89기생으로 입단. 입단 당시 성적은 5번이었다. 츠키구미 공연 「꽃의 다카라즈카 풍토기 / 시뇨르 돈 판」으로 남역으로써 초무대를 밟았다. 그 후, 유키구미에 배속되었다.
2005년 12월 3일자로 여역으로 전환하였다.
2006년, 「야라즈의 비」로 바우홀 첫 히로인.
2008년 3월 31일자로 소라구미로 조이동.
2009년 「역전재판2」 (바우홀ㆍ아카사카ACT시어터 공연)으로 동상 첫 히로인
2010년 「누구를 위하여 종은 울린다」로 첫 에트와르에 발탁. 그 후 4번에 걸쳐 에트와르를 맡는다.
확실한 연기력과 가창력을 지닌 실력파 여역으로 활약했지만, 2019년 7월 21일, 「오션스 11」 도쿄 공연 천추락을 기해 다카라즈카 가극단을 퇴단.
퇴단 후에는 무대를 중심으로 활동을 계속하며, 2021년, 자신의 인스타그램을 개설하여 결혼했음을 알렸다.

## 다카라즈카 가극단 재단 시절 주요 무대
| 2003년 ~ 2019년까지의 주요 무대 | 2003년 ~ 2019년까지의 주요 무대 | 2003년 ~ 2019년까지의 주요 무대                  | 2003년 ~ 2019년까지의 주요 무대        | 2003년 ~ 2019년까지의 주요 무대     | 2003년 ~ 2019년까지의 주요 무대 |
| 기간 (월)                       | 소속                            | 제목                                             | 공연장                                 | 배역                                | 비고                            |
| ------------------------------- | ------------------------------- | ------------------------------------------------ | -------------------------------------- | ----------------------------------- | ------------------------------- |
| 2003년                          |                                 |                                                  |                                        |                                     |                                 |
| 4 - 5                           | 츠키                            | 꽃의 다카라즈카 풍토기 -봄의 춤-                 | 다카라즈카 대극장                      |                                     | 초무대                          |
| 4 - 5                           | 츠키                            | 시뇨르 돈 판                                     | 다카라즈카 대극장                      |                                     | 초무대                          |
| 2003년 유키구미 남역 시절       |                                 |                                                  |                                        |                                     |                                 |
| 8 - 12                          | 유키                            | Romance de Paris                                 | 다카라즈카 대극장 도쿄 다카라즈카 극장 |                                     |                                 |
| 8 - 12                          | 유키                            | 레 콜라주 - 소리의 아라베스크-                   | 다카라즈카 대극장 도쿄 다카라즈카 극장 |                                     |                                 |
| 2004년                          |                                 |                                                  |                                        |                                     |                                 |
| 1 - 2                           | 유키                            | Romance de Paris                                 | 중일극장                               |                                     |                                 |
| 1 - 2                           | 유키                            | 레 콜라주 - 소리의 아라베스크-                   | 중일극장                               |                                     |                                 |
| 4 - 7                           | 유키                            | 스사노오                                         | 다카라즈카 대극장 도쿄 다카라즈카 극장 |                                     |                                 |
| 4 - 7                           | 유키                            | 다카라즈카 글로리!                               | 다카라즈카 대극장 도쿄 다카라즈카 극장 |                                     |                                 |
| 11 - 2005년 2월                 | 유키                            | 파랑새를 찾아서                                  | 다카라즈카 대극장 도쿄 다카라즈카 극장 |                                     |                                 |
| 11 - 2005년 2월                 | 유키                            | 다카라즈카 드림 킹덤                             | 다카라즈카 대극장 도쿄 다카라즈카 극장 |                                     |                                 |
| 2005년                          |                                 |                                                  |                                        |                                     |                                 |
| 4                               | 유키                            | 유랑 끝에                                        | 바우홀                                 | 카메스                              |                                 |
| 6 - 10                          | 유키                            | 안개의 밀라노                                    | 다카라즈카 대극장 도쿄 다카라즈카 극장 | 벳포 (신인공연)                     | 본역 : 히이라기 토모에          |
| 6 - 10                          | 유키                            | 원더랜드                                         | 다카라즈카 대극장 도쿄 다카라즈카 극장 |                                     |                                 |
| 11 - 12                         | 유키                            | DAYTIME HUSTLER                                  | 바우홀 일본청년관                      | 마틴                                |                                 |
| 2006년 유키구미 여역 시절       |                                 |                                                  |                                        |                                     |                                 |
| 2 - 5                           | 유키                            | 베르사이유의 장미 - 오스칼편-                    | 다카라즈카 대극장 도쿄 다카라즈카 극장 | 크레산팀 (신인공연)                 | 본역 : 스즈하나 리사            |
| 6                               | 유키                            | 야라즈의 비                                      | 바우홀                                 | 오하츠                              | 바우 첫 히로인                  |
| 9 - 12                          | 유키                            | 타천사의 눈물                                    | 다카라즈카 대극장 도쿄 다카라즈카 극장 | 아데라 (신인공연)                   | 본역 : 아마세 이즈루            |
| 9 - 12                          | 유키                            | 타란테라!                                        | 다카라즈카 대극장 도쿄 다카라즈카 극장 |                                     |                                 |
| 2007년                          |                                 |                                                  |                                        |                                     |                                 |
| 2                               | 유키                            | 별빛의 사람                                      | 중일극장                               | 안키                                |                                 |
| 2                               | 유키                            | Joyful!! II                                      | 중일극장                               |                                     |                                 |
| 5 - 8                           | 유키                            | 엘리자베트 -사랑과 죽음의 론도-                  | 다카라즈카 대극장 도쿄 다카라즈카 극장 | 여관 마담 볼프 (신인공연)           | 본역 : 하루카 미도리            |
| 9 - 10                          | 유키                            | 별빛의 사람                                      | 전국투어                               | 안키                                |                                 |
| 9 - 10                          | 유키                            | Joyful!! II                                      | 전국투어                               |                                     |                                 |
| 2008년                          |                                 |                                                  |                                        |                                     |                                 |
| 1 - 3                           | 유키                            | 당신을 사랑해                                    | 다카라즈카 대극장 도쿄 다카라즈카 극장 | 무제타 세리메느 도비르판 (신인공연) | 본역 : 오오츠키 사유            |
| 1 - 3                           | 유키                            | 미로와르 -거울의 엔드리스 드림즈-                | 다카라즈카 대극장 도쿄 다카라즈카 극장 |                                     |                                 |
| 6 - 7                           | 소라                            | 순정                                             | 바우홀                                 | 오란                                |                                 |
| 9 - 12                          | 소라                            | Paradise Prince                                  | 다카라즈카 대극장 도쿄 다카라즈카 극장 | 안 로즈마리 멘피르도 (신인공연)     | 본역 : 미호 케이코              |
| 9 - 12                          | 소라                            | 댄싱 포 유                                       | 다카라즈카 대극장 도쿄 다카라즈카 극장 |                                     |                                 |
| 2009년                          |                                 |                                                  |                                        |                                     |                                 |
| 2- 3                            | 소라                            | 역전재판 -되살아나는 진실-                       | 바우홀 일본청년관                      | 모니카 크라이드                     |                                 |
| 4 - 7                           | 소라                            | 장미에 내리는 비                                 | 다카라즈카 대극장 도쿄 다카라즈카 극장 | 헬렌 (신인공연                      | 본역 : 미와 아사히              |
| 4 - 7                           | 소라                            | Amour 그것은...                                  | 다카라즈카 대극장 도쿄 다카라즈카 극장 |                                     |                                 |
| 8 - 9                           | 소라                            | 역전재판2 -되살아는 진실, 다시-                  | 바우홀 아카사카ACT시어터               | 루체 아레이아                       | 동상 첫 히로인                  |
| 11 - 2010년 2월                 | 소라                            | 카사블랑카                                       | 다카라즈카 대극장 도쿄 다카라즈카 극장 | 이반 코리나 무라 (신인공연)         | 본역 : 스즈나 사야              |
| 2010년                          |                                 |                                                  |                                        |                                     |                                 |
| 3 - 4                           | 소라                            | 샹그리라 -물의 성-                               | 드라마시티 일본청년관                  | 키리                                |                                 |
| 5 - 8                           | 소라                            | TRAFALGAR                                        | 다카라즈카 대극장 도쿄 다카라즈카 극장 | 쥬제피나 그라시니                   |                                 |
| 5 - 8                           | 소라                            | 펑키 선샤인                                      | 다카라즈카 대극장 도쿄 다카라즈카 극장 |                                     |                                 |
| 9                               | 소라                            | 란쥬 토무 콘서트 “R”ising!!                      | 바우홀 쇼와여자대학 히토미기념강당     |                                     |                                 |
| 11 - 2011년 1월                 | 소라                            | 누구를 위하여 종은 울린다                        | 다카라즈카 대극장 도쿄 다카라즈카 극장 | 로사                                | 첫 에트와르                     |
| 2011년                          |                                 |                                                  |                                        |                                     |                                 |
| 3                               | 소라                            | 발렌티노                                         | 드라마시티                             | 알라 나지모바                       |                                 |
| 5 - 8                           | 소라                            | 아름다운 생애                                    | 다카라즈카 대극장 도쿄 다카라즈카 극장 | 사기리                              |                                 |
| 5 - 8                           | 소라                            | 루나롯사 -밤에 망설이는 나그네-                  | 다카라즈카 대극장 도쿄 다카라즈카 극장 |                                     |                                 |
| 8                               | 소라                            | 발렌티노                                         | 일본청년관                             | 알라 나지모바                       |                                 |
| 10 - 12                         | 소라                            | 클라시코 이탈리아노                              | 다카라즈카 대극장 도쿄 다카라즈카 극장 | 파멜라 미소니                       |                                 |
| 10 - 12                         | 소라                            | ICE GUY!!-그 남자, Y에 의한 법칙-                | 다카라즈카 대극장 도쿄 다카라즈카 극장 |                                     |                                 |
| 2012년                          |                                 |                                                  |                                        |                                     |                                 |
| 2                               | 소라                            | 가면의 로마네스크                                | 중일극장                               | 빅투와르                            | 에트와르                        |
| 2                               | 소라                            | Apasionado!! II                                  | 중일극장                               |                                     | 에트와르                        |
| 4 - 7                           | 소라                            | 화려한 나날                                      | 다카라즈카 대극장 도쿄 다카라즈카 극장 | 안나 헬드                           |                                 |
| 4 - 7                           | 소라                            | 크라이맥스-Cry-Max-                              | 다카라즈카 대극장 도쿄 다카라즈카 극장 |                                     |                                 |
| 8 - 11                          | 소라                            | 은하영웅전설@TAKARAZUKA                          | 다카라즈카 대극장 도쿄 다카라즈카 극장 | 제시카 에드워즈                     |                                 |
| 2013년                          |                                 |                                                  |                                        |                                     |                                 |
| 1                               | 소라                            | 은하영웅전설@TAKARAZUKA                          | 하카타좌                               | 제시카 에드워즈                     |                                 |
| 3 - 6                           | 소라                            | 몬테크리스토백작                                 | 다카라즈카 대극장 도쿄 다카라즈카 극장 | 엘로이즈                            |                                 |
| 3 - 6                           | 소라                            | Amour de 99!!-99년의 사랑-                       | 다카라즈카 대극장 도쿄 다카라즈카 극장 |                                     |                                 |
| 7 - 8                           | 소라                            | 덧없는 사랑                                      | 전국투어                               | 마린카 / 슈타레이 부인              |                                 |
| 7 - 8                           | 소라                            | Amour de 99!!-99년의 사랑-                       | 전국투어                               |                                     |                                 |
| 9 - 12                          | 소라                            | 바람과 함께 사라지다                             | 다카라즈카 대극장 도쿄 다카라즈카 극장 | 스칼렛 / 메이벨                     | 레이미 우라라와 더블캐스트      |
| 2014년                          |                                 |                                                  |                                        |                                     |                                 |
| 2 - 3                           | 소라                            | 날개있는 사람들 -브람스와 클라라 슈만-           | 드라마시티 일본청년관                  | 이다 폰 호엔탈                      |                                 |
| 5 - 7                           | 소라                            | 베르사이유의 장미 -오스칼편-                     | 다카라즈카 대극장 도쿄 다카라즈카 극장 | 오르탄스                            |                                 |
| 9                               | 소라                            | SANCTUARY (생크츄아리)                           | 바우홀                                 | 카트린느 드 메디치                  |                                 |
| 11 - 2015년 2월                 | 소라                            | 백야의 맹세 -구스타프 3세, 자랑스러운 왕의 전쟁- | 다카라즈카 대극장 도쿄 다카라즈카 극장 | 예카테리나 알렉세예브나             |                                 |
| 11 - 2015년 2월                 | 소라                            | PHOENIX 다카라즈카! -되살아나는 사랑-            | 다카라즈카 대극장 도쿄 다카라즈카 극장 |                                     |                                 |
| 2015년                          |                                 |                                                  |                                        |                                     |                                 |
| 3 - 4                           | 소라                            | TOP HAT                                          | 우메다예술극장 아카사카ACT시어터       | 매지 하드윅                         |                                 |
| 6 - 8                           | 소라                            | 왕가에 바치는 노래                               | 다카라즈카 대극장 도쿄 다카라즈카 극장 | 여관 와헤드                         | 에트와르                        |
| 10                              | 소라                            | 상속인의 초상                                    | 바우홀                                 | 바네사                              |                                 |
| 2016년                          |                                 |                                                  |                                        |                                     |                                 |
| 1 - 3                           | 소라                            | Shakespeare ~하늘에 가득 차면, 끝없는 말씨~      | 다카라즈카 대극장 도쿄 다카라즈카 극장 | 헨리 콘델                           |                                 |
| 1 - 3                           | 소라                            | HOT EYES!!                                       | 다카라즈카 대극장 도쿄 다카라즈카 극장 |                                     |                                 |
| 5                               | 소라                            | 왕가에 바치는 노래                               | 하카타좌                               | 파트마                              | 에트와르                        |
| 7 - 10                          | 소라                            | 엘리자베트 -사랑와 죽음의 론도-                  | 다카라즈카 대극장 도쿄 다카라즈카 극장 | 황태후 소피                         |                                 |
| 11 - 12                         | 소라                            | 발렌시아의 뜨거운 꽃                             | 전국투어                               | 세레스티나 후작 부인                |                                 |
| 11 - 12                         | 소라                            | HOT EYES!!                                       | 전국투어                               |                                     |                                 |
| 2017년                          |                                 |                                                  |                                        |                                     |                                 |
| 2 - 4                           | 소라                            | 왕비의 관 -Château de la Reine-                  | 다카라즈카 대극장 도쿄 다카라즈카 극장 | 하야미 리츠코                       |                                 |
| 2 - 4                           | 소라                            | VIVA! FESTA!                                     | 다카라즈카 대극장 도쿄 다카라즈카 극장 |                                     |                                 |
| 6                               | 소라                            | A Motion                                         | 우메다예술극장 분쿄시빅크홀            |                                     |                                 |
| 8 - 11                          | 소라                            | 신들의 토지 ~로마노프들의 황혼~                  | 다카라즈카 대극장 도쿄 다카라즈카 극장 | 지나이다 유스포바                   |                                 |
| 8 - 11                          | 소라                            | 클래식 비쥬                                      | 다카라즈카 대극장 도쿄 다카라즈카 극장 |                                     |                                 |
| 2018년                          |                                 |                                                  |                                        |                                     |                                 |
| 1                               | 소라                            | 불멸의 가시                                      | 드라마시티 일본청년관                  | 타치아나                            |                                 |
| 3 - 6                           | 소라                            | 하늘은 붉은 강가                                 | 다카라즈카 대극장 도쿄 다카라즈카 극장 | 나키아                              |                                 |
| 3 - 6                           | 소라                            | 시트러스의 바람 -Sunrise-                        | 다카라즈카 대극장 도쿄 다카라즈카 극장 |                                     |                                 |
| 10 - 12                         | 소라                            | 백로의 성                                        | 다카라즈카 대극장 도쿄 다카라즈카 극장 | 시라뵤시 (닌씨)                     |                                 |
| 10 - 12                         | 소라                            | 이인들의 르네상스                                | 다카라즈카 대극장 도쿄 다카라즈카 극장 | 클라리체                            |                                 |
| 2019년                          |                                 |                                                  |                                        |                                     |                                 |
| 2                               | 소라                            | 검은 눈동자                                      | 하카타좌                               | 예카테리나 2세                      |                                 |
| 2                               | 소라                            | VIVA! FESTA! in HAKATA                           | 하카타좌                               |                                     |                                 |
| 4 - 7                           | 소라                            | 오션스 11                                        | 다카라즈카 대극장 도쿄 다카라즈카 극장 | 퀸 다이애나                         | 퇴단공연                        |

### 출연 이벤트
- 2003년 6월, TCA스페셜 2003『디어 그랜드 시어터』
- 2003년 9월, 『레뷰 기념일』
- 2003년 10월, 쥬리 사키호 콘서트 『JUBIEE-S』
- 2004년 7월, 다카라즈카 파리제 2004 『봉쥬르 파리』
- 2004년 10월, 제 45회 『다카라즈카 무용회』
- 2005년 12월, 『꽃의 길 꿈의길 영원의 길』
- 2006년 8월, 『유키구미 엔카리지 콘서트』
- 2006년 10월, 제 47회 『다카라즈카 무용회』
- 2008년 7월, 『다카라즈카 파리제 2008』
- 2009년 12월, 다카라즈카 스페셜 2009 『WAY TO GLORY』
- 2010년 12월, 다카라즈카 스페셜 2010 『FOREVER TAKARAZUKA』
- 2012년 5월, 오오조라 유우히 디너쇼 『YUHizm』
- 2012년 12월, 다카라즈카 스페셜 2012 『더 스타즈! ~프리미리 센테니얼~』
- 2014년 4월, 다카라즈카 가극 100주년 꿈의 제전『시간을 연주하는 제비꽃들』 (코러스)
- 2014년 12월, 다카라즈카 스페셜 2014 『Thank you for 100 years』
- 2015년 9월, 제 53회 『다카라즈카 무용회』
- 2015년 12월, 다카라즈카 스페셜 2015 『New Century，Next Dream』
- 2016년 12월, 다카라즈카 스페셜 2016 『Music Succession to Next』
- 2017년 12월, 다카라즈카 스페셜 2017 『쥬템므・레뷰 -몽・파리 탄생 90주년-』
- 2018년 2월, 『소라구미 탄생 20주년 기념 이벤트』
- 2018년 7월, 『다카라즈카 파리제 2018』

## 다카라즈카 가극단 퇴단 후 주요 활동

### 무대
- 2020년 1 - 2월, 『사쿠라히메』 (미나미좌) - 사쿠라히메
- 2021년 1 - 2월, 『포의 일족』 (우메다 예술극장・도쿄국제포럼) - 레이첼
- 2021년 4월, 『엘리자베트 TAKARAZUKA 25주년 스페셜 갈라 콘서트』 (우메다예술극장・토큐시어터오브) - 황태후 소피

## TV 출연
- 2007년 12월, 후지테레비 『2007 FNS가요제』
- 2011년 12월, 후지테레비 『2011 FNS가요제』
- 2014년 1월, 후지테레비 『SMAP×SMAP』 - 스마스마 고등학교 (スマ進ハイスクール)
- 2017년 12월, 후지테레비 『2017 FNS가요제 第1夜』

## 수상 이력
- 2016년 , 『한큐스미레회 팬지상』 - 조연상